# Zeughaus Hanau

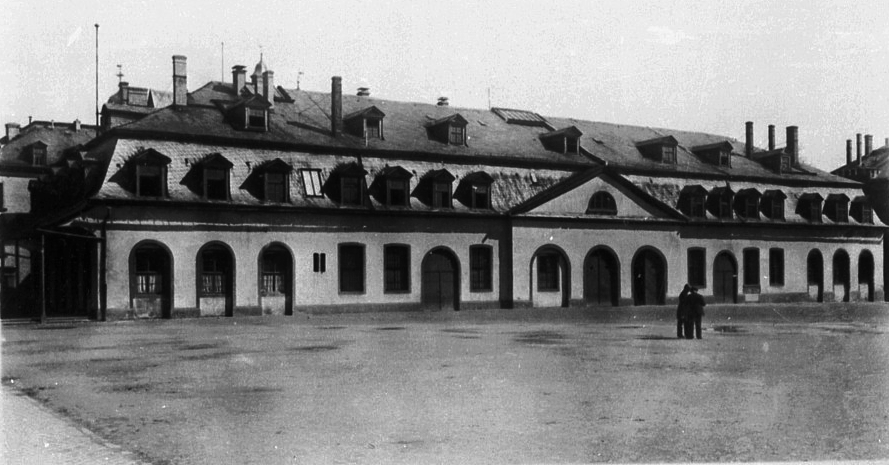
Das Zeughaus 1912

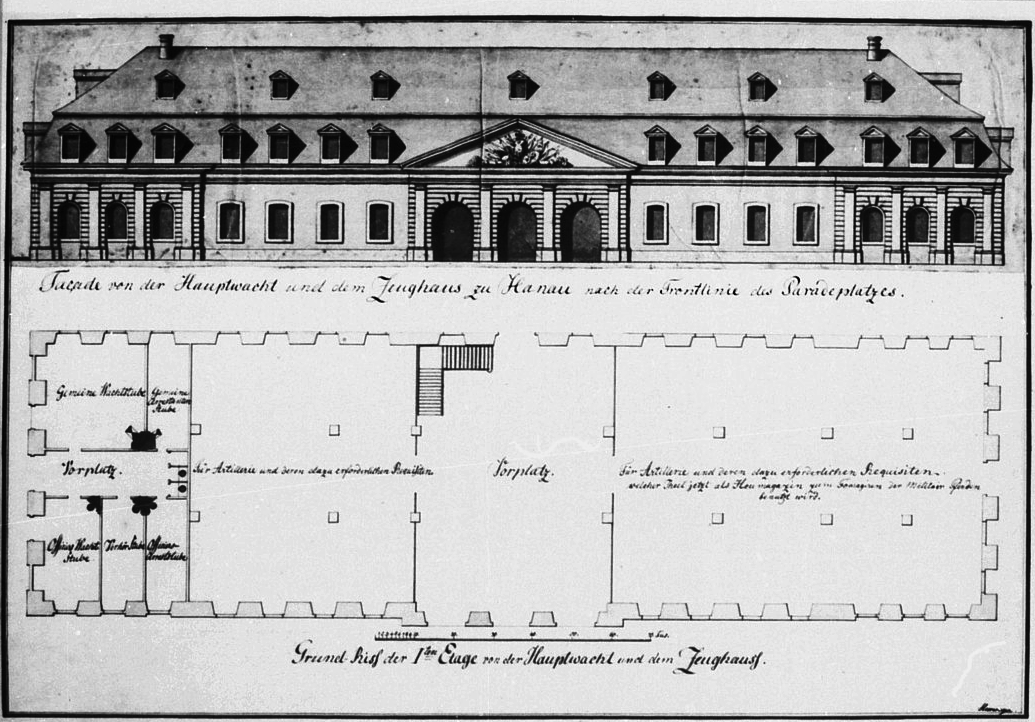
Fassaden- und Grundrissplan

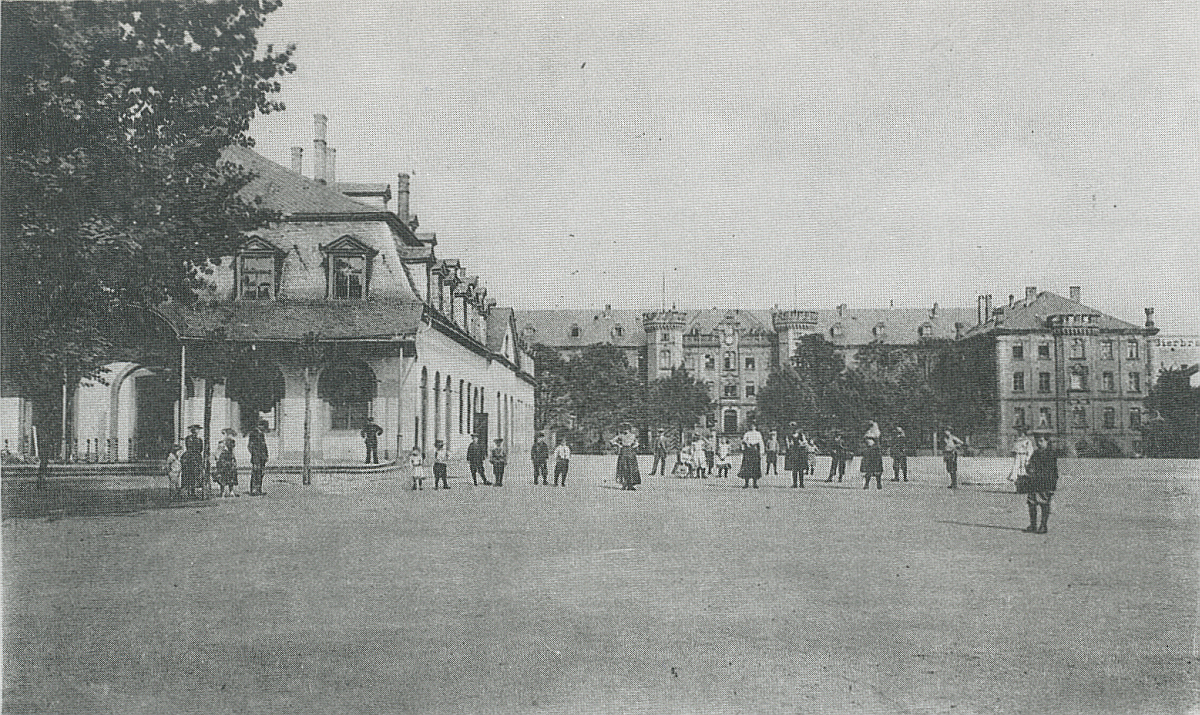
Paradeplatz mit Zeughaus und Infanteriekaserne (heute Finanzamt)

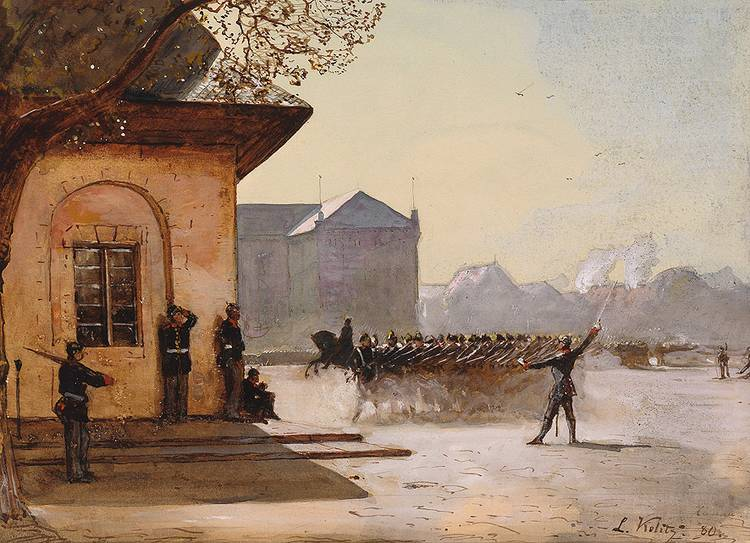
Links das Zeughaus – Gouache von Louis Kolitz

Das Zeughaus in Hanau war ein barockes Gebäude am ehemaligen Parade- und heutigen Freiheitsplatz in Hanau. Es wurde im Zweiten Weltkrieg schwer beschädigt, die Ruine 1953/54 abgerissen.

## Geschichte
Das Gebäude diente ursprünglich als Jagdzeughaus des 1740 errichteten Jagdschlosses in Harreshausen bei Babenhausen. Nach der Fertigstellung des Paradeplatzes ließ Landgraf Wilhelm IX. von Hessen-Kassel, zu dieser Zeit Regent in Hanau, das Gebäude dort demontieren und 1782 am nordöstlichen Rand des Platzes wieder aufbauen. Die westliche Schmalseite wurde bald durch eine Hauptwache erweitert. Neben der Nutzung als Arsenal, Waffenkammer und Wache wurde hier auch der „Wolf“ aufbewahrt, ein Prügelbock zum öffentlichen Vollzug von Körperstrafen. Weitere Umbauten fanden 1898, 1901 und 1909 statt. 1935/36 wurde das Zeughaus zur Feuerwache umgebaut.
Das Zeughaus wurde bei dem Luftangriff auf Hanau am 19. März 1945 stark zerstört, die Außenmauern standen aber noch, so dass eine Möglichkeit zum Wiederaufbau bestanden hätte. Gegen den Einspruch des Hanauer Geschichtsvereins und trotz Fürsprache des Landeskonservators, Karl Nothnagel, wurde das denkmalgeschützte Gebäude zum Jahreswechsel 1953/54 abgetragen, der Bauschutt wurde zur Straßenbefestigung in Bruchköbel verwendet.

## Gebäude
Das Zeughaus ersetzte ein früheres Gebäude dieser Art, das als Teil der Hanauer Stadtbefestigung im mittleren Rondell der südlichen Altstadtbefestigung bestanden hatte. Das neue Zeughaus wurde in dessen Nähe im Bereich zwischen dem heutigen Kreisverkehr an der Nordstraße (Hanau) und dem Busbahnhof errichtet. Es handelte sich um einen langgezogenen Baukörper mit gegliedertem Unterbau. Darauf saß ein hohes Mansarddach, das dem Gebäude ein typisch barockes Aussehen verlieh. Die Fassade wurde durch Lisenen und in der Mitte einen flachen Giebel betont. Im Inneren befanden sich größtenteils Hallen mit doppelter Raumhöhe, nur im westlichen Teil im Bereich der angebauten Hauptwache bestand eine Unterteilung in kleinere Räume.